# 銅雀区

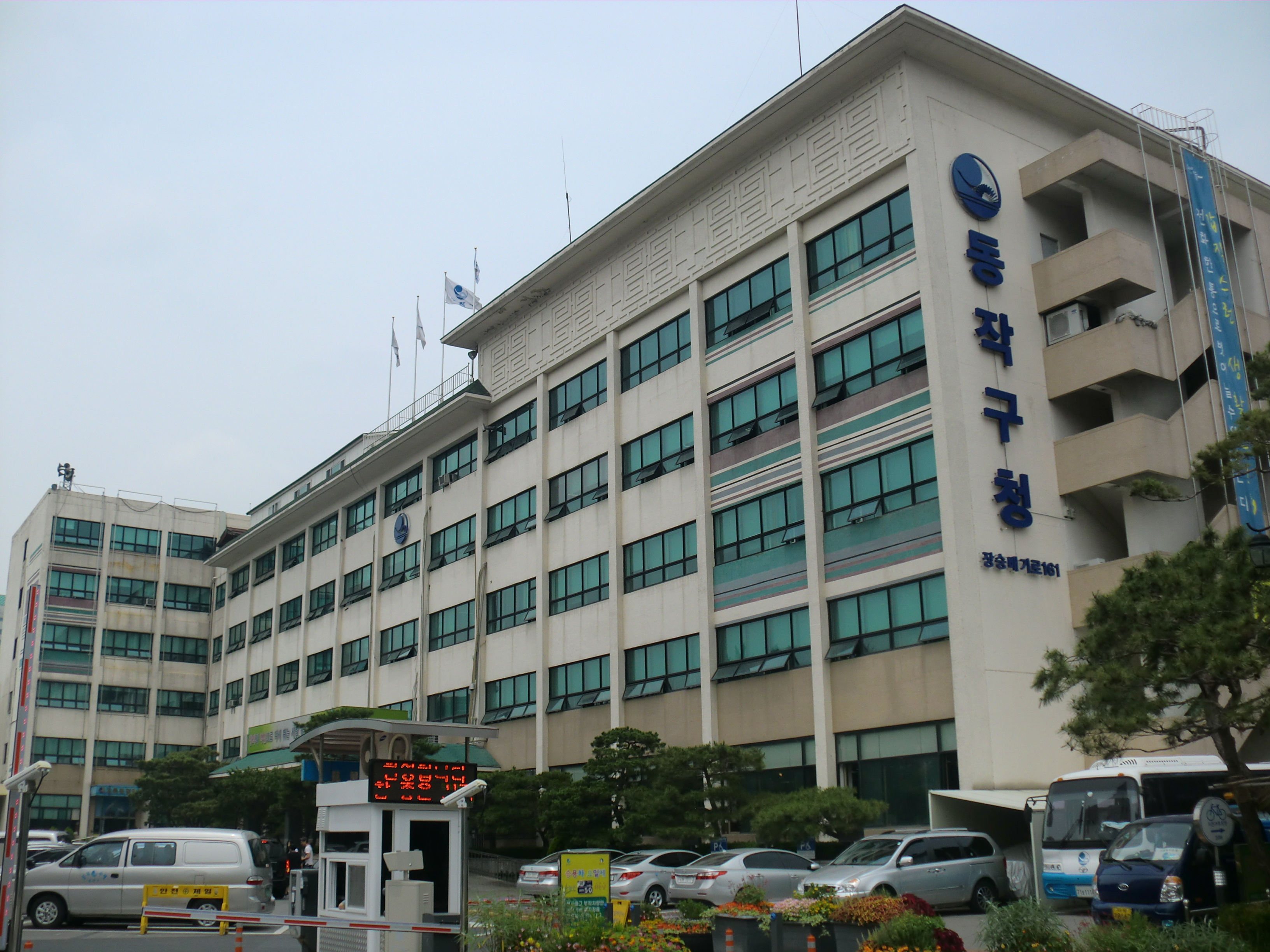
銅雀区庁

銅雀区（トンジャクく）は、大韓民国ソウル特別市南部、漢江南岸にある区。漢江との結びつきが強く、鷺梁津水産市場がある。

## 歴史
百済のころは栗木郡に属していた。その後李氏朝鮮のころには都がソウルに置かれたため、北側にある漢江を中心に交易で栄えていた。銅雀という地名も船着場と関係が深い。
- 1980年4月1日 冠岳区から鷺梁津洞、上道1洞、上道洞、本洞、黒石洞、大方洞、新大方洞を分割し、銅雀区が誕生した。

## 地理
銅雀区はソウル市の中南部に位置する。
- 山:冠岳（クァナク）山、三星（サムソン）山
- 河川:漢江

### 隣接自治体
- 東:瑞草区
- 西:永登浦区
- 南:冠岳区
- 北:（漢江を隔てて）龍山区

## 行政区域

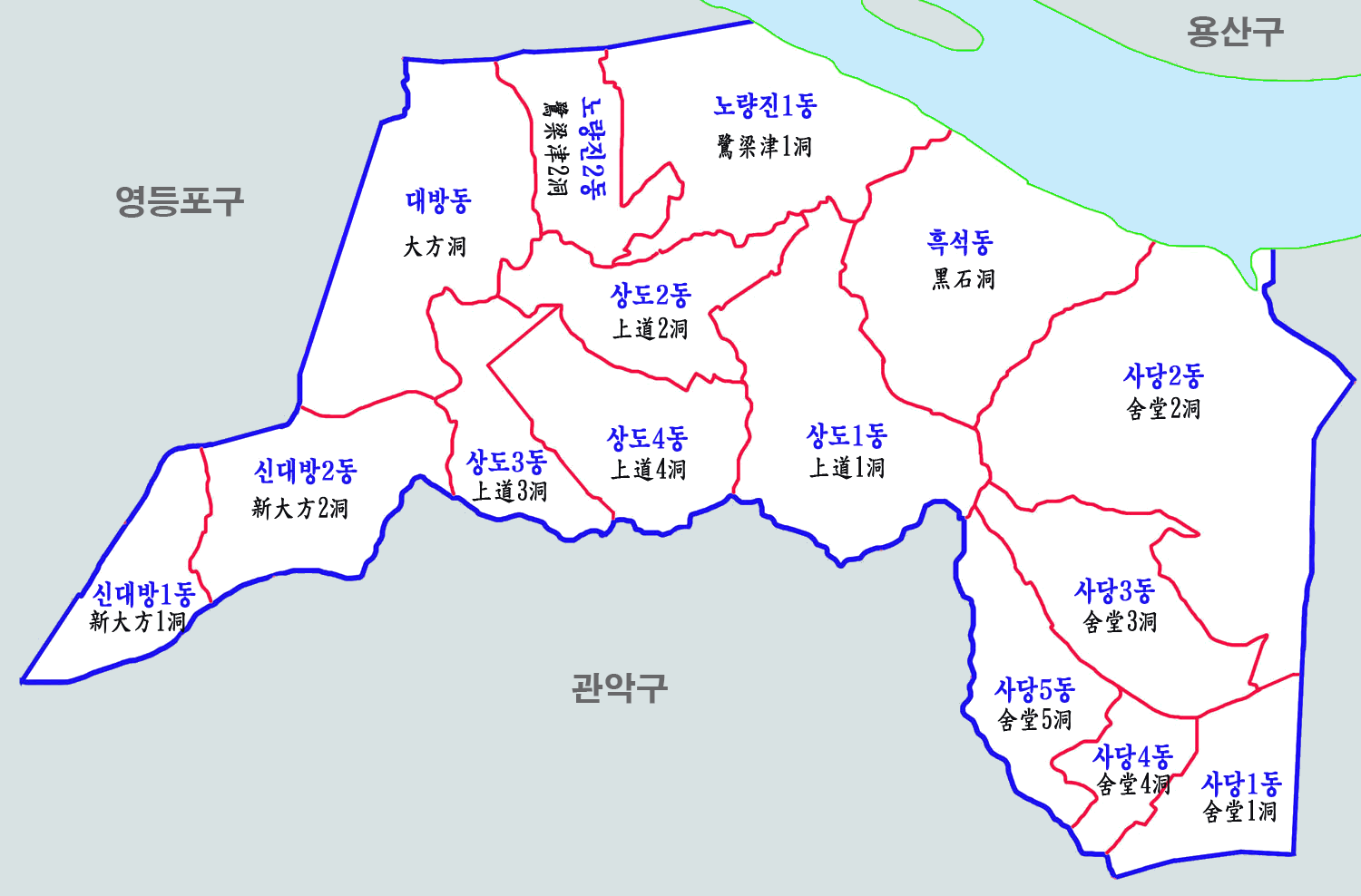
行政区域図

幾度かの洞の統合を経て、現在は15の洞が存在する。
| 行政洞                                  | 法定洞          |
| --------------------------------------- | --------------- |
| 鷺梁津第1洞（ノリャンジンジェイルトン） | 鷺梁津洞、本洞  |
| 鷺梁津第2洞（ノリャンジンジェイドン）   | 鷺梁津洞        |
| 上道第1洞（サンドジェイルトン）         | 上道洞、上道1洞 |
| 上道第2洞（サンドジェイドン）           | 上道洞          |
| 上道第3洞（サンドジェサムドン）         | 上道洞          |
| 上道第4洞（サンドジェサドン）           | 上道洞          |
| 黒石洞（フクソクトン）                  | 黒石洞          |
| 舎堂第1洞（サダンジェイルトン）         | 舎堂洞          |
| 舎堂第2洞（サダンジェイドン）           | 銅雀洞、舎堂洞  |
| 舎堂第3洞（サダンジェサムドン）         | 舎堂洞          |
| 舎堂第4洞（サダンジェサドン）           | 舎堂洞          |
| 舎堂第5洞（サダンジェオドン）           | 舎堂洞          |
| 大方洞（テバンドン）                    | 大方洞          |
| 新大方第1洞（シンデバンジェイルトン）   | 新大方洞        |
| 新大方第2洞（シンデバンジェイドン）     | 新大方洞        |

## 行政
現在の区長は金禹仲（キム・ウジュン）。

### 警察
- ソウル銅雀警察署

### 消防
- 銅雀消防署

## 教育

### 大学
- 崇実大学校
- 中央大学校第1キャンパス
- 総神大学校

## 観光
- 鷺梁津水産市場

## 交通

### 鉄道
- 韓国鉄道公社
  - 京釜線（1号線）

鷺梁津駅 - （大方駅）[2]
- ソウル交通公社
  - 2号線

舎堂駅 - （冠岳区経由） - 新大方駅
  - 4号線

銅雀駅 - 総神大入口（梨水）駅 - 舎堂駅
  - 7号線

梨水駅 - 南城駅 - 崇実大入口駅 - 上道駅 - チャンスンベギ駅 - 新大方サムゴリ駅 - ポラメ駅
- ソウル市メトロ9号線
鷺梁津駅 - ノドゥル駅 - 黒石駅 - 銅雀駅
- 南ソウル軽電鉄
  - ソウル軽電鉄新林線

ポラメ駅 - ポラメ公園駅 - ポラメ病院駅

## 姉妹都市
- サレー市（ブリティッシュコロンビア州）
- バヤンズルフ区（モンゴルウランバートル市）
- 敦化市（中華人民共和国吉林省）
- 平谷区（中華人民共和国北京市）
- 田原市（日本愛知県）